# رابین دریسکول
رابین دریسکول (انگلیسی: Robin Driscoll) (متولد ۲۸ ژوئن ۱۹۵۷) یک هنرپیشه و فیلم‌نامه‌نویس اهل بریتانیا است. او بیشتر برای نویسندگی مجموعه مستربین با بازی روآن اتکینسون شناخته شده است. او و روان اتکینسون دوستی نزدیکی با هم دارند و هر دو در مستندFunny business (1992) حضور داشتند. دریسکول به عنوان بازیگر در قسمت‌های Only Fools and Horses ("The Jolly Boys' Outing"), Murder Most Horrid, Dear John, Alas Smith & Jones, and The Fast Show حضور داشته است.